# Pachycoelius carinatus
Pachycoelius carinatus är en stekelart som först beskrevs av Meade-waldo 1910.  Pachycoelius carinatus ingår i släktet Pachycoelius och familjen Eumenidae. Inga underarter finns listade i Catalogue of Life.